# Claude Favre de Vaugelas
Claude Favre, barón de Pérouges, señor de Vaugelas (Meximieux, 6 de enero de 1585-París, 26 de febrero de 1650) fue un gramático francés y uno de los primeros miembros de la Académie française. Aunque fue cortesano toda su vida, Claude Favre era muy conocido por el nombre de una de las fincas que poseía como señor de Vaugelas y barón de Peroges.
Nacido en Meximieux, en el ducado de Saboya, se convirtió en caballero de Gastón, duque de Orleans, y continuó fiel a este príncipe en su desgracia, aunque su fidelidad le costó una pensión de la corona de la que dependía en gran medida.

## Biografía
Vaugelas publica en 1647 su obra principal titulada Remarques sur la langue française, utiles à ceux qui veulent bien parler et bien écrire, (Paris, in-4°), donde busca definir y codificar el buen uso del francés inspirándose de la lengua hablada en la corte del rey, siguiendo el camino de Malherbe.